# East Wetumpka Commercial Historic District

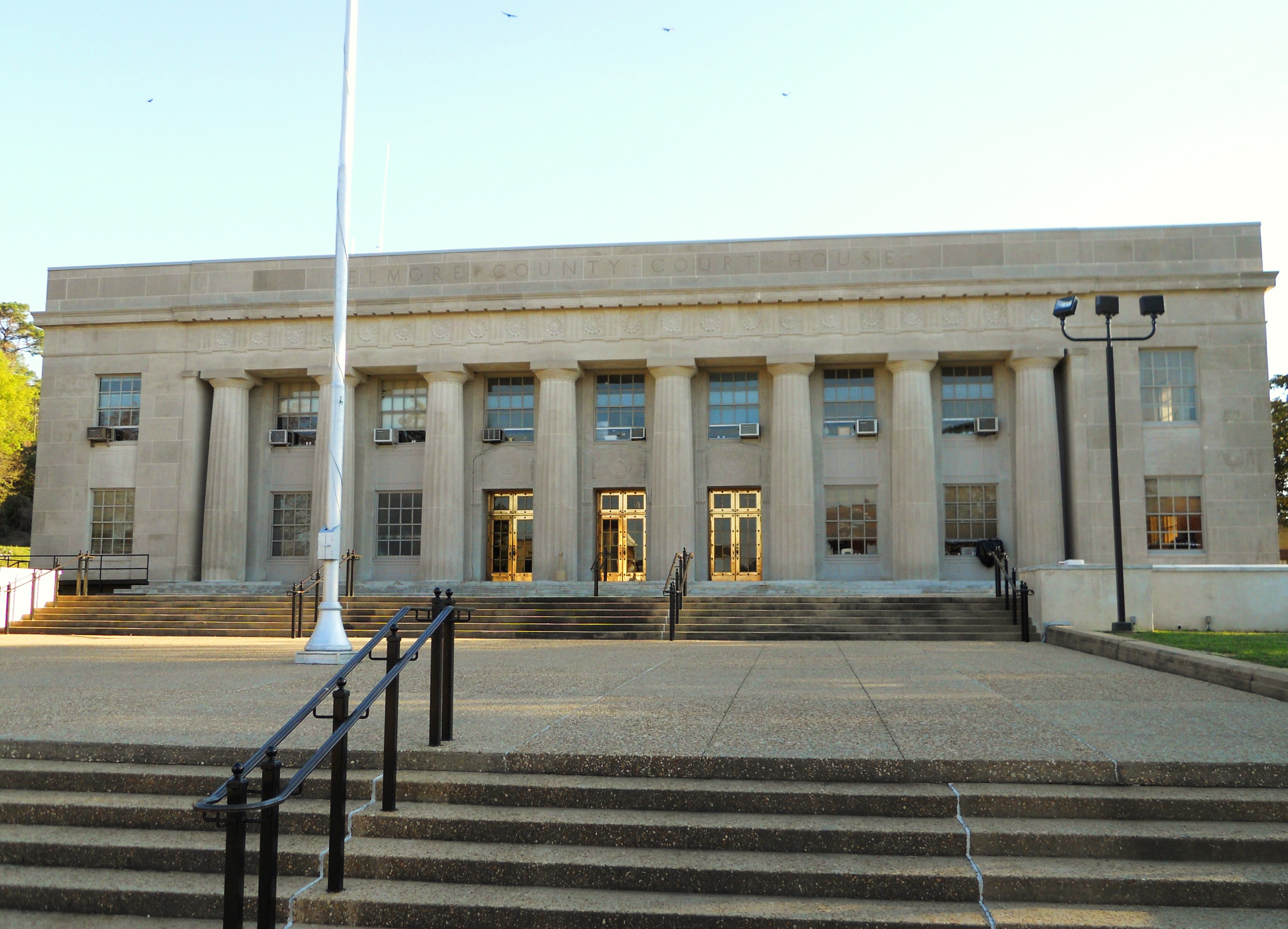
Gerichtsgebäude in Wetumpka

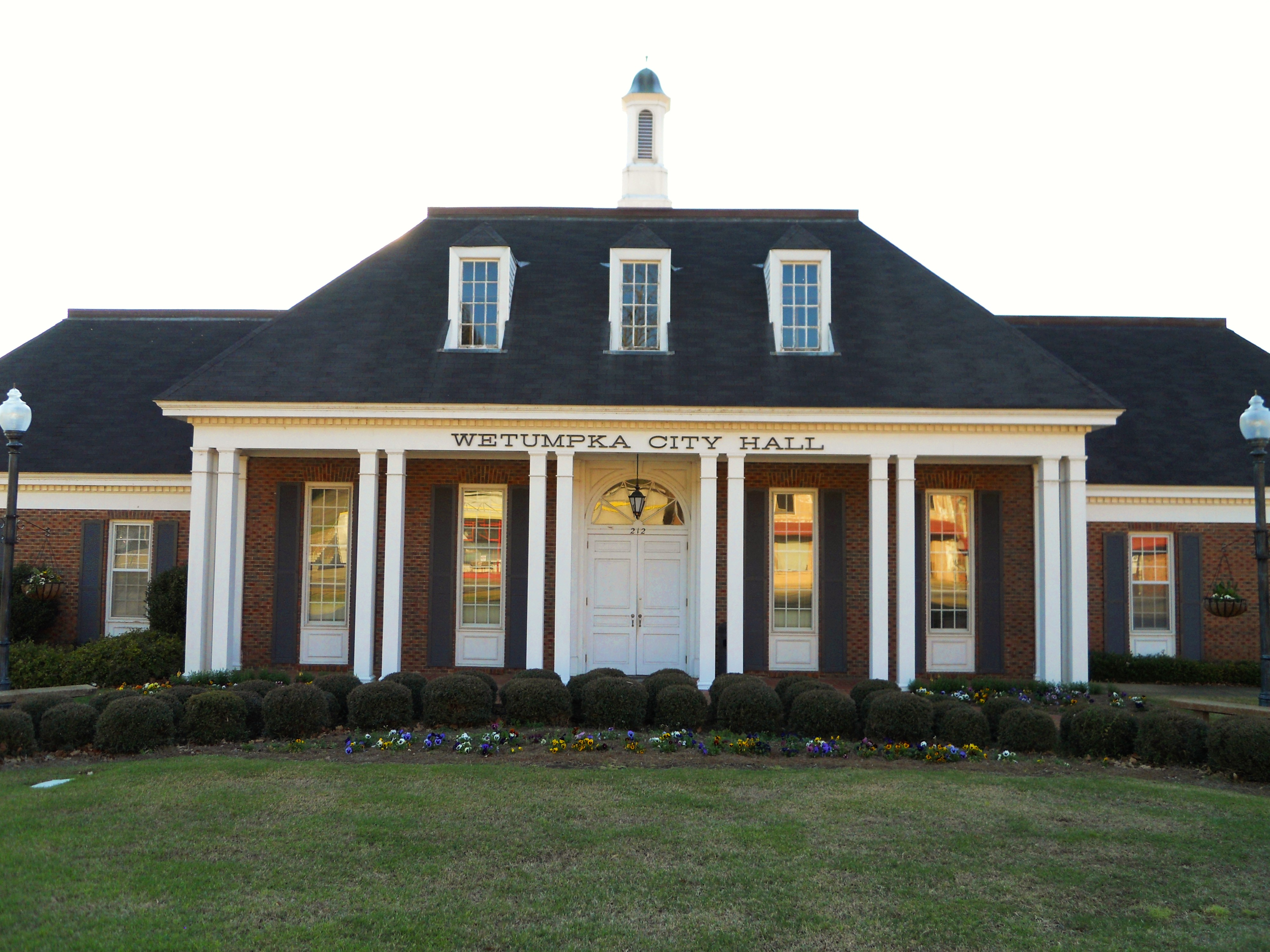
City Hall

Der East Wetumpka Commercial Historic District ist ein zusammenhängender Gebäudekomplex in Wetumpka, der seit 1992 im National Register of Historic Places eingetragen ist. Der Gebäudekomplex besteht aus 25 Gebäuden.
Zu diesen Gebäuden zählen unter anderem das Gerichtsgebäude von Elmore County (erbaut 1931) in der Commerce Street sowie drei Bankhäuser. Dazu gehören das Wetumpka Bank Building in der 110 East Bridge Street sowie die First National Bank in der Company Street. Beide wurden ca. 1910 erbaut.
Daneben gehören weitere Geschäftsgebäude zu dem Komplex. Zu nennen sind z. B. noch das um 1903 erbaute Lancaster Hotel Building (102 Court Street und East Main Street) sowie ein ca. 1910 errichtetes dreistöckiges Geschäftsgebäude aus Backstein (221 Company Street).